# رويند كينغ: أ ليغ أوف ليجيندز ستوري
رويند كينغ: أ ليغ أوف ليجيندز ستوري (بالإنجليزية: Ruined King: A League of Legends Story)‏ هي لعبة فيديو تقمص الأدوار طورتها إيرشب سيندكات ونشرتها ريوت غيمز، صدرت في 16 نوفمبر 2021 وتعمل على أجهزة بلاي ستيشن 4، ويندوز، نينتندو سويتش وإكس بوكس ون. وهي جزء من سلسلة ليغ أوف ليجيندز.